# Smilax australis
Smilax australis là một loài thực vật có hoa trong họ Smilacaceae. Loài này được R.Br. miêu tả khoa học đầu tiên năm 1810.